# 西臼杵支庁
座標: 北緯32度42分43秒 東経131度18分31.7秒
| 西臼杵支庁管内のデータ |                                               |
| 面積                   | 686.94 km2 （全県比：8.9%） （2015年10月1日） |
| 国勢調査               | 20,588 人 （全県比：1.86%） （2015年10月1日） |
| 推計人口               | 16,713 人 （全県比：1.6%） （2025年2月1日）   |

西臼杵支庁（にしうすきしちょう）は、日本の地方自治法第155条に基づき宮崎県の出先機関として設置されている支庁である。宮崎県北西部の西臼杵郡に属する以下の3町を管轄する。
- 高千穂町（支庁所在地）
- 日之影町
- 五ヶ瀬町

この3町を構成体とする一部事務組合として、西臼杵広域行政事務組合が組織されている。

## 沿革
1884年（明治17年）に郡内の三田井村（現在の高千穂町三田井）へ設置された西臼杵郡役所を前身とする。郡役所および郡会の制度は1926年（大正15年）に廃止されたが、山間部や離島など県庁所在地との往来が困難な地域では内務省告示第82号に基づき支庁が置かれることとなり、西臼杵郡役所はこの告示を基に全国で設置された25支庁の1つとして西臼杵支庁（第1次）へ改組された。
1942年（昭和17年）12月1日、西臼杵支庁（第1次）は福島県の南会津支庁や岐阜県の飛騨支庁など他の山間部に設置されていた支庁の大半と共に廃止され、県内の他郡と同等の西臼杵地方事務所が新たに設置される。1949年（昭和24年）、地方事務所管内だった諸塚村と椎葉村の所属が東臼杵郡へ移動した。
1950年（昭和25年）4月1日、地方事務所が廃止・改組されて8年ぶりに西臼杵支庁（第2次）が設置される。西臼杵郡は県庁所在地の宮崎市との往来が困難な事情に鑑みて全国的に希少な山間部の支庁として存続し、現在に至っている。
1988年（昭和63年）、支庁総務課が郷土史『西臼杵百年史』を刊行。2006年（平成18年）より、県が発行している『県広報みやざき』とは別に支庁独自の広報紙『高千穂郷通信』を発行している。

## 組織
県では総務部市町村課の配下に西臼杵支庁長が置かれる。
- 総務課
- 福祉課
- 農林水産課
- 農業普及課
- 林務課
- 土木課

## 所在地
宮崎県西臼杵郡高千穂町大字三田井22番地

### アクセス
特急バスたかちほ号（九州産交バス・宮崎交通）高千穂バスセンター下車、徒歩3分。

### 周辺
- 高千穂町役場
- 高千穂警察署
- 高千穂郵便局
- 宮崎県立高千穂高等学校
- 天岩戸神社